# Memories (David Guetta)
Memories is een nummer van de Franse dj David Guetta uit 2010, met vocals van de Amerikaanse rapper Kid Cudi. Het is de vierde en laatste single van Guetta's vierde studioalbum One Love.
In het nummer zingt de ik-figuur hoe hij 's nachts tijdens het uitgaan van zijn leven beleeft, ondanks dat het laat wordt. "Memories" werd wereldwijd een gigantische danshit. In Guetta's thuisland Frankrijk bereikte het de 5e positie; in Kid Cudi's thuisland de Verenigde Staten kwam het echter tot een bescheiden 46e positie in de Billboard Hot 100. In het Nederlandse taalgebied werd het wel weer een grote hit; met een 4e positie in de Nederlandse Top 40 en een 2e positie in de Vlaamse Ultratop 50. In 2010 stond het nummer op de tweede plek in de Dance 15 van The X Vibe, een jaarlijkse hitlijst met de populairste dancenummers van het jaar.
In 2021 werd een nieuwe versie van het nummer uitgebracht, getiteld Memories 2021. Deze versie behaalde zowel in Nederland als in Vlaanderen de Tipparade.